# Hugo Hadwiger
Hugo Hadwiger (né le 23 décembre 1908 à Karlsruhe, mort le 29 octobre 1981 à Berne) est un mathématicien suisse, connu pour ses travaux en géométrie intégrale, géométrie convexe, combinatoire et cryptographie.

## Biographie
Hadwiger étudie les mathématiques, la physique et les mathématiques des assurances à Bern et Hambourg (il étudie en 1935 auprès de Wilhelm Blaschke) ; il obtient son doctorat en 1934 à l'université de Berne (Umordnung von Reihen analytischer Funktionen) sous la direction de Willy Scherrer. En 1936 il y obtient son habilitation ; il est ensuite  Privatdozent à l'université de Berne, à partir de 1937 professeur extraordinaire et depuis 1945 professeur titulaire jusqu'à son éméritat en 1977. En 1947/48 et en 1960/61 il y était doyen de la faculté de mathématiques,.

## Recherche
Hadwiger est connu pour le théorème de Hadwiger en géométrie intégrale qui classifie les valuations sur les ensembles compacts convexes dans l'espace euclidien de dimension  d. D'après ce théorème, toute valuation de ce type peut être exprimée comme une combinaison linéaire de volumes quermass ; par exemple, en dimension deux, ces volumes sont la surface, le périmètre et la caractéristique d'Euler.
L'inégalité de Hadwiger-Finsler, prouvée par Hadwiger avec Paul Finsler, est une inégalité reliant les longueurs des côtés et l'aire de tout triangle dans le plan euclidien Elle généralise l'inégalité de Weitzenböck et a été généralisée à son tour par l'inégalité de Pedoe. Dans ce même article de 1937 dans lequel Hadwiger et Finsler ont publié cette inégalité, ils ont également publié le théorème de Finsler-Hadwiger (en) sur un carré obtenu à partir de deux autres carrés qui partagent un sommet.
Le nom de Hadwiger est associé à un certain nombre de conjectures : 
La conjecture de Hadwiger sur la coloration de graphes a été énoncée par by Hadwiger in 1943 et appelée dans (Bollobás, Catlin et Erdős 1980) « un des problèmes non résolus les plus profonds de la théorie des graphes » décrit une connexion hypothétique entre les coloration de graphe et les mineurs. Le nombre de Hadwiger d'un graphe est le nombre de sommets de la plus grande clique qui peut être formée comme mineur dans le graphe ; la conjecture de Hadwiger énonce que ce nombre est toujours au moins aussi grand que le nombre chromatique.
Hadwiger a également travaillé sur une amélioration suisse de la machine Enigma, connue sous le nom de NEMA.
Son livre de 1957 Vorlesungen über Inhalt, Oberfläche und Isoperimetrie est fondateur dans la théorie des fonctionnelles de Minkowski, utilisées en morphologie mathématique.

## Publications
Hadwiger est auteur de 251 publications. Ses articles concernent un nombre très varié de problèmes.

### Livres
- Altes und Neues über konvexe Körper, Bâle, Birkhäuser, coll. « Elemente  der  Mathematik  von  höheren  Standpunkte  aus » (no III), 1955, 115 p.[10]
- Vorlesungen über Inhalt, Oberfläche und Isoperimetrie, Springer-Verlag, coll. « Die  Grundlehren   der   Mathematischen  Wissenschaften in Einzeldarstellungen » (no XCIII), 1957, xiii +312[11]
- avec Hans Debrunner et Victor Klee, Combinatorial Geometry in the Plane, New York, Holt, Rinehart and Winston, 1964, 128 p. (présentation en ligne) — Réimpression :  Dover 2015  (ISBN 9780486789965)

### Articles (sélection)
- « Über eine Klassifikation der Streckenkomplexe », Vierteljahrsschrift der Naturforschenden Gesellschaft in Zürich, vol. 88,‎ 1943, p. 133-143.
- avec Paul Glur, « Zerlegungsgleichheit ebener Polygone », Elemente der Mathematik, vol. 6,‎ 1951, p. 97-106 (lire en ligne).
- « Ergänzungsgleichheit k-dimensionaler Polyeder », Mathematische Zeitschrift, vol. 55,‎ 1952, p. 292-298 (lire en ligne).
- « Lineare additive Polyederfunktionale und Zerlegungsgleichheit », Mathematische Zeitschrift, vol. 58,‎ 1953, p. 4-14 (lire en ligne).
- « Zum Problem der Zerlegungsgleichheit k-dimensionaler Polyeder », Mathematische Annalen, vol. 127,‎ 1954, p. 170–174 (lire en ligne).